# Пяк, Антонина Петровна
Антонина Петровна Пяк (род. 28 мая 1957, Ташкентская область, Узбекская ССР) — советская и казахстанская актриса театра. Заслуженный деятель Казахстана (2013).

## Биография
- Антонина Пяк родилась 28 мая 1957 года в Ташкентская область, Узбекская ССР
- В 1984 году закончила Алматинского государственного театрально-художественного института, специальность «Актер драматического театра и кино» (мастерская заслуженного деятеля искусств СССР А. Пашкова) (с отличием)
- С 1977 г. — актриса Государственный республиканский академический корейский театр музыкальной комедии
- Высшая профессиональная квалификация «Мастер сцены»

## Основные роли на сцене
- Хян Дан – «Сказание о девушке Чун Хян», Ли Ен Хо
- Пяндек – «Сказание о девушке Симчен», Ен Сен Нен
- Жена богача – «Сказание о Янбане», Хан Дин
- Красавица – «Сказание о Хын Бу», Тхай Дян Чун
- Селлан – «Колокола из ада», Ен Сен Нен
- Ок Хва – «Живой Будда», Хан Дин
- Она – «Не стоит раскачивать дерево», Хан Дин
- Лиза – «Память», Л. Сон
- Надя – «37-транзитный», В. Тен
- Галя – «Ты мне – я тебе», Хан Дин
- Дилемма – «Колыбельная», Т. Миннуллин
- Клариче — «Слуга двух господ», К. Гольдони
- Бигайша – «Приблудный зятек», Т. Ахтанов
- Мирандолина – «Хозяйка гостиницы», К. Гольдони
- Шаманка – «Ариран»,  Цой Ен Гын
- Макеевна – «Деревенская кадриль», В. Гуркин
- Мартирио – «И это все о женщине», Г. Лорка
- Попова – «Медведь», А. Чехов
- Сызганова – «Наследники»,  Д. Исабеков
- Улболсын – «Нежданная встреча», Т. Ахтанов
- Фея раздора – «Принц Трех Царств», Д. Накипов
- Женщина – «Скамейка», А. Гельман
- Катрин – «Все сначала», А. Ро
- Маржан – «Карагоз», М. Ауэзов
- Военврач – «Хон, летящий через столетия», О. Ли
- Королева — «Легко ли быть королевой», Цой Ен Гын
- Рассказчица – «Связанные одной судьбой», Е. Ким, Н. Ким
- Айгуль – «Актриса», Д. Исабеков
- Хранительница – «Утренняя свежесть в горах Алатау», Е. Ни, А. Пак
- Макпал – «Поэма о любви. Козы Корпеш и Баян Сулу», М. Ауэзов
- Василиса – «Прощение» по мотивам «Плач кукушки», А. Ким
- Сыграла более 80 ролей в различных постановках театра

## Достижения
- Всесоюзный конкурс стихов им. Яхонтова, СССР, г. Москва, 1981 г. — Первая премия
- Всесоюзный конкурс стихов им. Яхонтова, СССР, г. Москва, 1983 г. — Первая премия
- Международный фестиваль «Seoul Dance Festival»,Республика Корея, г. Сеул, 1993г. — дипломант
- Фестиваль чтецов «Звуки осени», Республика Корея, г. Сеул, 1993г. — дипломант
- VIII Республиканский театральный фестиваль, Республика Казахстан, г. Алматы,
- Первая премия в номинации «Лучшая женская роль» за роль Гаппун в музыкальном спектакле «Торжество в доме наместника Мена», О Ен Дин (2000 г)

## Награды
- Почетным знаком Министерства культуры Республики Казахстан  «Деятель культуры Казахстана»
- 2013 —  Присвоено почетное звание «Заслуженный деятель Казахстана»[1]
- 2016 — Медаль «25 лет Независимости Республики Казахстан»
- 2018 — Лауреат первой национальной театральной премии «Сахнагер» в номинация «Лучшая актриса»[2]
- Лауреат Премия Ким Дина